# Zinedin Mustedanagić
Zinedin Mustedanagić (Bosanska Krupa, 1º agosto 1998) è un calciatore bosniaco, centrocampista del BSK Bijelo Brdo.

## Caratteristiche tecniche
È un trequartista dotato di grande tecnica individuale; per le sue caratteristiche è stato paragonato a Federico Bernardeschi.

## Carriera

### Club
Cresciuto nel settore giovanile dello Sparta Praga, ha esordito in prima squadra il 12 ottobre 2016, nella partita di Coppa nazionale vinta per 1-2 contro il České Budějovice. Il 25 gennaio 2017 rinnova fino al 30 giugno 2020 e due giorni dopo viene ceduto in prestito, fino alla fine dell'anno, al Dukla Praga.

### Nazionale
Ha giocato numerose partite con le varie nazionali giovanili bosniache.

## Statistiche

### Presenze e reti nei club
Statistiche aggiornate al 23 dicembre 2017.
| Stagione           | Squadra            | Campionato         | Campionato | Campionato | Coppe nazionali | Coppe nazionali | Coppe nazionali | Coppe continentali | Coppe continentali | Coppe continentali | Altre coppe | Altre coppe | Altre coppe | Totale | Totale |
| Stagione           | Squadra            | Comp               | Pres       | Reti       | Comp            | Pres            | Reti            | Comp               | Pres               | Reti               | Comp        | Pres        | Reti        | Pres   | Reti   |
| ------------------ | ------------------ | ------------------ | ---------- | ---------- | --------------- | --------------- | --------------- | ------------------ | ------------------ | ------------------ | ----------- | ----------- | ----------- | ------ | ------ |
| 2016-gen. 2017     | Sparta Praga       | 1L                 | 5          | 0          | MC              | 2               | 0               | UCL+UEL            | -                  | -                  | -           | -           | -           | 7      | 0      |
| gen.-giu. 2017     | Dukla Praga        | 1L                 | 9          | 1          | MC              | -               | -               | -                  | -                  | -                  | -           | -           | -           | 9      | 1      |
| lug.-dic. 2017     | Dukla Praga        | 1L                 | 9          | 2          | MC              | 2               | 0               | -                  | -                  | -                  | -           | -           | -           | 11     | 2      |
| Totale Dukla Praga | Totale Dukla Praga | Totale Dukla Praga | 18         | 3          |                 | 2               | 0               |                    | -                  | -                  |             | -           | -           | 20     | 3      |
| gen.-giu. 2018     | Sparta Praga       | 1L                 | 1          | 0          | MC              | -               | -               | UEL                | -                  | -                  | -           | -           | -           | 1      | 0      |
| Totale carriera    | Totale carriera    | Totale carriera    | 24         | 3          |                 | 4               | 0               |                    | -                  | -                  |             | -           | -           | 28     | 3      |

## Palmarès

### Club

#### Competizioni nazionali
- Campionato bosniaco: 1

Sarajevo: 2019-2020
- Coppa di Bosnia: 1

Sarajevo: 2020-2021